# 하마마쓰초역
하마마쓰초역(일본어: 浜松町駅、はままつちょうえき)
(영어: Hamamatsuchō Station)은 일본 도쿄도 미나토구에 있는 철도역이다.

## 이용 가능 철도 노선
- 동일본 여객철도
  - 야마노테 선
  - 게이힌 도호쿠 선

도카이도 본선에 속한 철도역이나 실제로는 위의 노선이 운행한다.
- 도쿄 모노레일
  - 도쿄 모노레일 하네다 선

정식 역명은 모노레일 하마마쓰초 역(일본어: モノレール浜松町駅)이다.(도쿄 모노레일 구간만 해당)

## 타는 곳

### 동일본 여객철도
- 승강장 형태: 섬식 승강장 2면 4선

| 1 | 게이힌 도호쿠 선 | 도쿄・우에노・오미야 방면       |
| 2 | 야마노테 선      | 도쿄・우에노・이케부쿠로 방면   |
| 3 | 야마노테 선      | 시나가와・시부야・신주쿠 방면   |
| 4 | 게이힌 도호쿠 선 | 시나가와・요코하마・오후나 방면 |

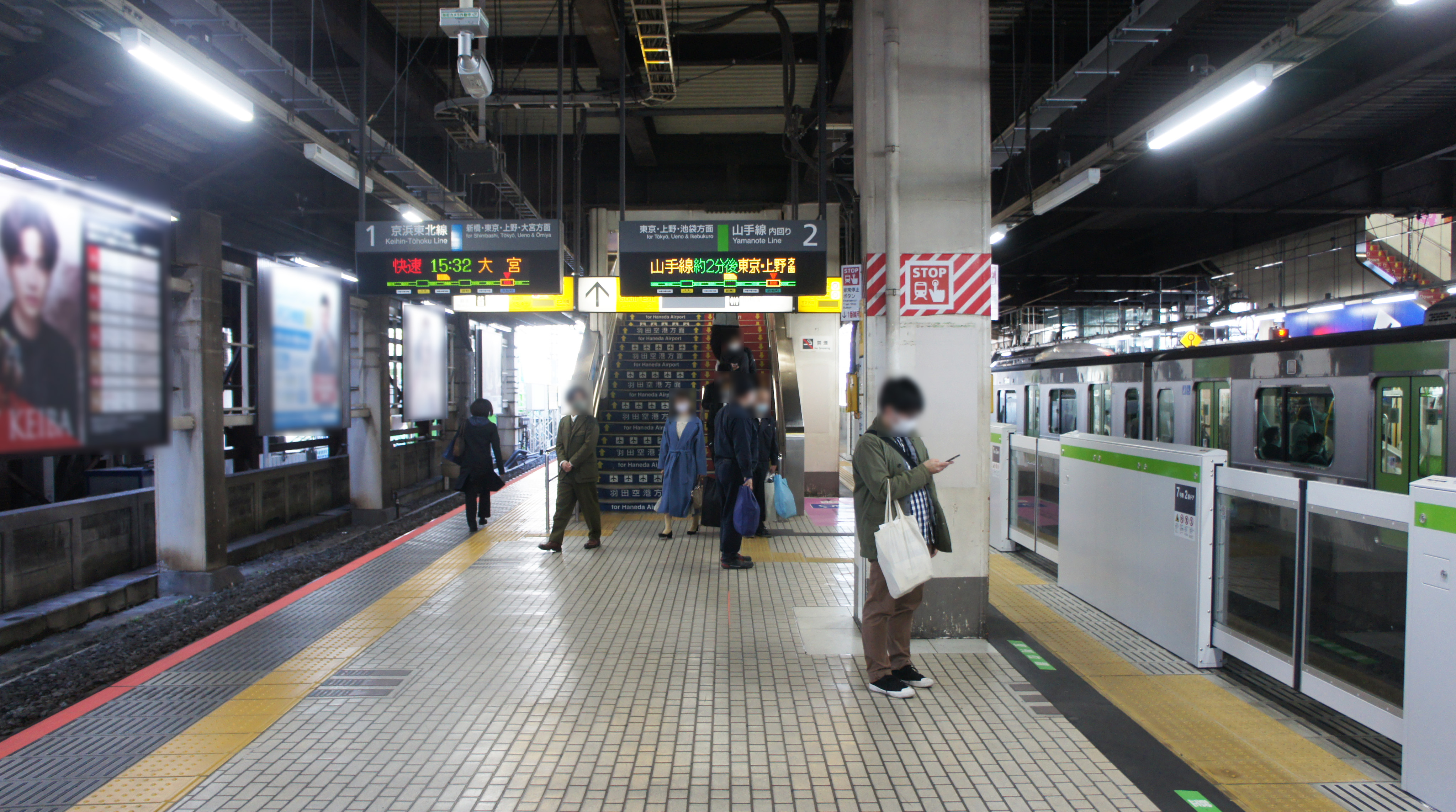
1·2번선 승강장
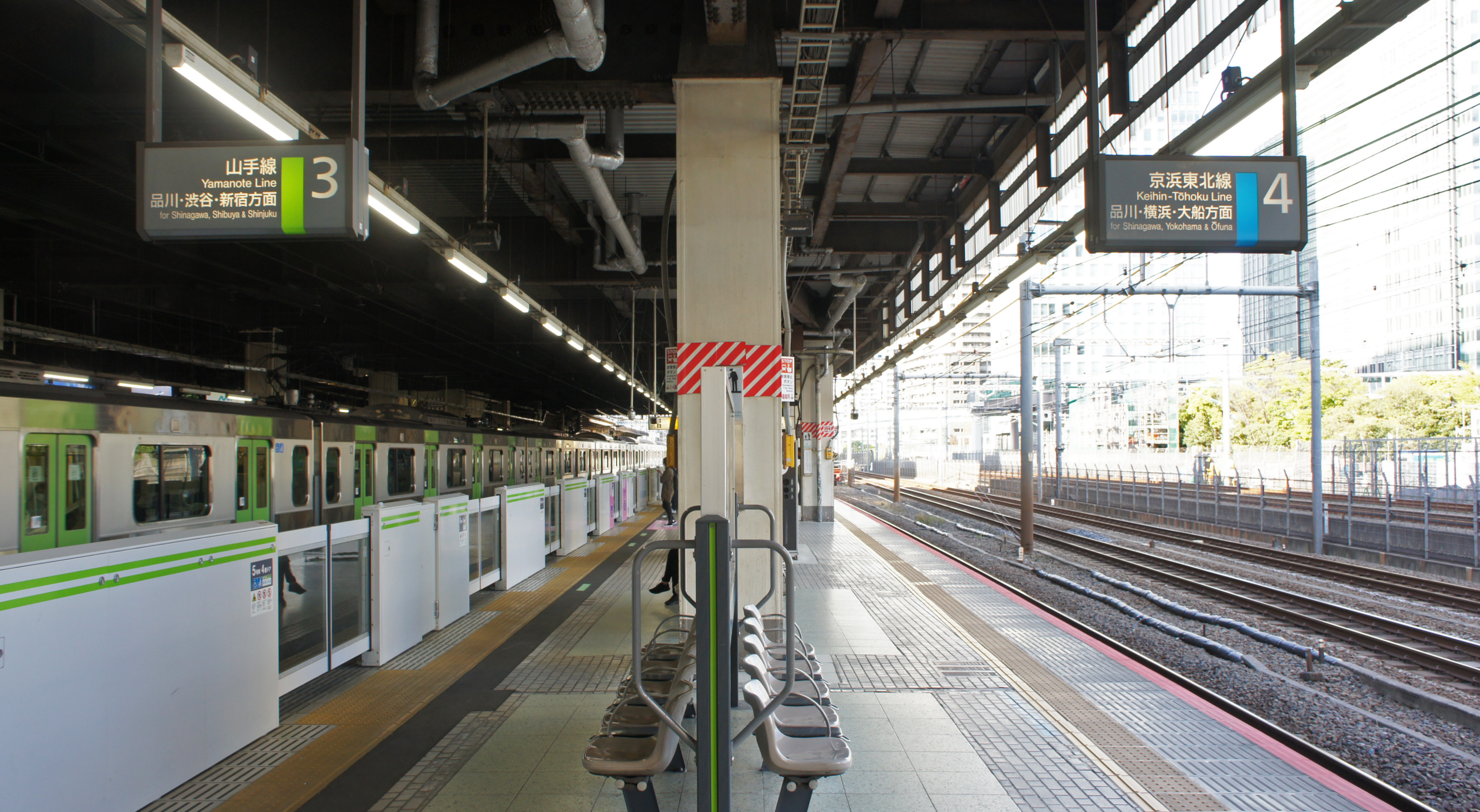
3·4번선 승강장

### 도쿄 모노레일
- 승강장 형태: 단선 승강장 2면 1선

| 도쿄모노레일 하네다 선 | 덴노즈 아일・오이 경마장 앞・유통 센터・ 하네다 공항 제1터미널・하네다 공항 제2터미널 방면 |

## 역 주변 건물이나 시설
- 다이몬역
- 도쿄타워
- 문화방송
- 미나토 구청
- 세계 무역 센터 빌딩
- 증상사 (增上寺)

## 인접역
| 동일본 여객철도 도카이도 본선 | 동일본 여객철도 도카이도 본선 | 동일본 여객철도 도카이도 본선                          |
| ----------------------------- | ----------------------------- | ------------------------------------------------------ |
| JK 26 도쿄 오미야 방면        | 게이힌 도호쿠 선 쾌속         | JK 22 다마치 오후나 방면                               |
| JK 24 신바시 오미야 방면      | 게이힌 도호쿠 선 각역정차     | JK 22 다마치 오후나 방면                               |
| JY 29 신바시 내선 순환        | 야마노테 선                   | JY 27 다마치 외선 순환                                 |
| 도쿄 모노레일 하네다 선       |                               |                                                        |
| 시·종착역                     | 도쿄 모노레일 공항쾌속        | MO 08 하네다 공항 제3터미널 하네다 공항 제2터미널 방면 |
| 시·종착역                     | 도쿄 모노레일 구간쾌속 · 보통 | MO 02 덴노즈 아일 하네다 공항 제2터미널 방면           |